# Habenaria cruciata
Habenaria cruciata är en orkidéart som beskrevs av Johannes Jacobus Smith. Habenaria cruciata ingår i släktet Habenaria och familjen orkidéer. Inga underarter finns listade i Catalogue of Life.